# Willem Zijphrid van Teylingen
Jhr. Willem Zijphrid van Teylingen (Middelburg, 19 februari 1871 – Bergen op Zoom, 16 januari 1948) was een Nederlands politicus.

## Biografie
Van Teylingen was lid van de familie Van Teylingen en een zoon van jhr. Cornelis Jacob Jan Arnout van Teylingen (1842-1920) en Agnes Anna van der Mieden (1843-1934), lid van de familie Van der Mieden. Zijn vader werd in 1897 verheven in de Nederlandse adel waardoor hij ook jonkheer werd. Van Teylingen bleef ongehuwd.
Zowel de vader als de grootvader van Van Teylingen waren burgemeester geweest. Hijzelf werd burgemeester van Oostkapelle in 1896, toen hij net 25 jaar oud was, en bleef dat veertig jaar, tot 1936. In de periode van 1905 tot 1930 was hij tevens burgemeester van Serooskerke (Walcheren).
Net als zijn vader en grootvader werd hij lid van Provinciale Staten van Zeeland: van 1913 tot 1919 en van 1921 tot 1923; in  die laatste periode was hij ook lid van Gedeputeerde Staten.
In 1922 werd Van Teylingen benoemd tot kamerheer i.b.d. van koningin Wilhelmina hetgeen hij tot zijn overlijden zou blijven.
In 1923 werd Van Teylingen benoemd tot ridder in de Orde van Oranje-Nassau.